# Города Хорезма в Туркменистане
Города Хорезма в Туркменистане (туркм. Türkmenistandaky Horezmiň şäherleri) — древние и средневековые туркменские города,  входившие в состав исторического региона и государства Хорезм.

## История
Хорезмская цивилизация возникла на рубеже VII и VI вв. до н.э. на территории Присарыкамышской дельты реки Амударья в северном Туркменистане на основе симбиоза Куюсайской культуры, сако-массагетских традиций и южно-туркменской Язской культуры. В этот же период получают развитие ирригация и ремесла, а также монументальное строительство, в результате чего было построено множество городов (крепостей) Хорезма.
Исследования древнего и средневекового Хорезма на территории Туркменистана проводились Хорезмской археолого-этнографической экспедицией, а также Академией наук Туркменистана.

## Города Хорезма в Туркменистане

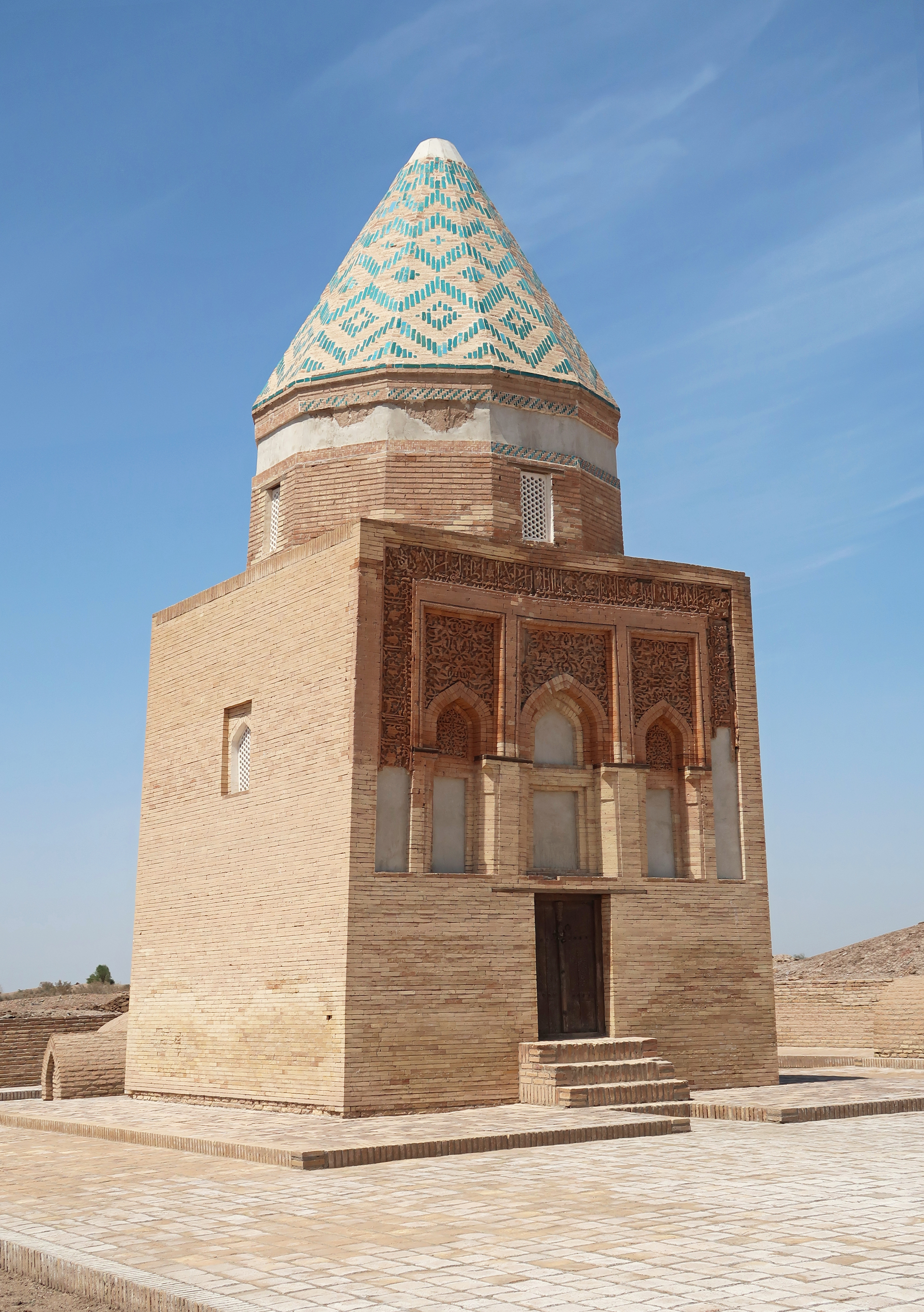
Мавзолей хорезмшаха Иль-Арслана, Кёнеургенч, Туркменистан

Айбугир-кала (туркм. Aýböwür gala) - исчезнувший город (крепость) Туркменистана, существовавший в древности и средневековье. Развалины крепости находятся в 60 км к северо-западу от г. Кёнеургенч на территории этрапа им. Сапармурата Туркменбаши Дашогузского велаята страны. Свое название крепость получила от находящегося в этом-же этрапе аула Айбугир и возвышенности Айбугир. На территории городища была обнаружена самая древняя в Средней Азии надпись, датируемая V-III вв. до н.э.. 
Ак-кала (туркм. Ak gala) — исчезнувший хорезмский город Туркменистана, располагавшийся на территории Дашогузского велаята.
Старое русло Амударьи Дарьялык образовалось в XIII веке в результате разрушений, причиненных Хорезму монгольскими завоевателями, которые уничтожили плотину на Амударье. Хлынувшие воды реки затопили сначала столицу Хорезма г. Гургандж, затем наполнили Сарыкамышскую котловину и Узбой — русло, по которому в древние времена Амударья впадала в Каспийское море. Этим обводнением успешно воспользовались туркменские племена, которые создали здесь к концу XIV века грандиозную ирригационную сеть. По мнению историков, именно в это время на берегу одного из протоков Дарьялыка был построен город-крепость Ак-кала, на территории которого жили туркмены племени адаклы-хызыр.

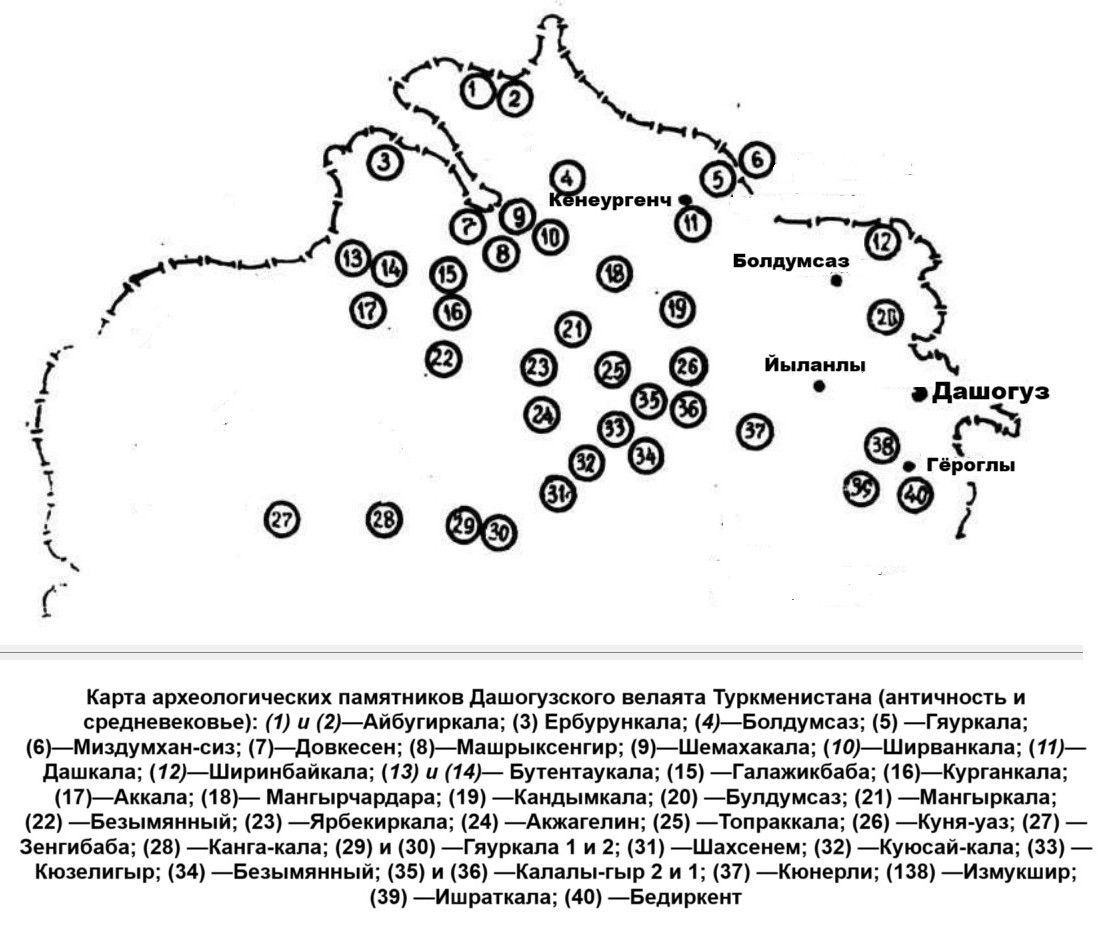
Карта расположения археологических памятников Дашогузского велаята (Туркменистан)

Акчагелин (туркм. Akçagelin) — исчезнувший древний хорезмский город, располагавшийся в Дашогузском велаяте Туркменистана на восточном склоне возвышенности Дузгыр. Крепость была возведена в IV—II вв. до н. э. В поселениях позднего средневековья рядом с крепостью Акчагелин, имелись жилые комнаты с очагами для готовки еды, амбары и сосуды для хранения припасов.
Гяур-кала (туркм. Gäwur Gala) - исчезнувший древний хорезмский город (крепость) Туркменистана, раполагавашийся на территории Дашогузского велаята и возникший во II в. н.э.
Дарган (туркм. Dargan) — средневековый город, остатки которого расположены на расстоянии 4.5 км от современного города Дарганата Лебапского велаята Туркменистана. Самая ранняя постройка г. Дарган относится к VI веку, а расцвет приходился на XI—XIII века. Город впервые упоминается в хрониках, датируемых X веком. Начиная как минимум с X в. и во время существования Государства Хорезмшахов-ануштегинидов, Дарган был вторым во величине городом Хорезма после его столицы г. Гургандж. В этот же период, считался самым южным городом Хорезма. 
Девкесен (туркм. Döwkesen) — средневековый город Туркменистана, городище которого находится в 60 километрах к западу от г. Кёнеургенч Дашогузского велаята. Девкесен был воздвигнут на месте запустевшего античного города на территории левобережного Хорезма. Основание стен и цитадели восходит к античности, но окончательный период жизни города падает на XVI—XVII века, когда Девкесен (под именем Вазир) был столицей Западнохорезмского удельного княжества.
Джигербе́нт ( туркм. Jigerbent) — городище на территории Лебапского велаята Туркменистана, располагается в 5 км к югу от Дарган-Аты, в 3 км от современного русла Амударьи. Был основан как город в IV—III веках до н. э. и просуществовал до XII века. Являлся частью древнего и средневекового Хорезма. 

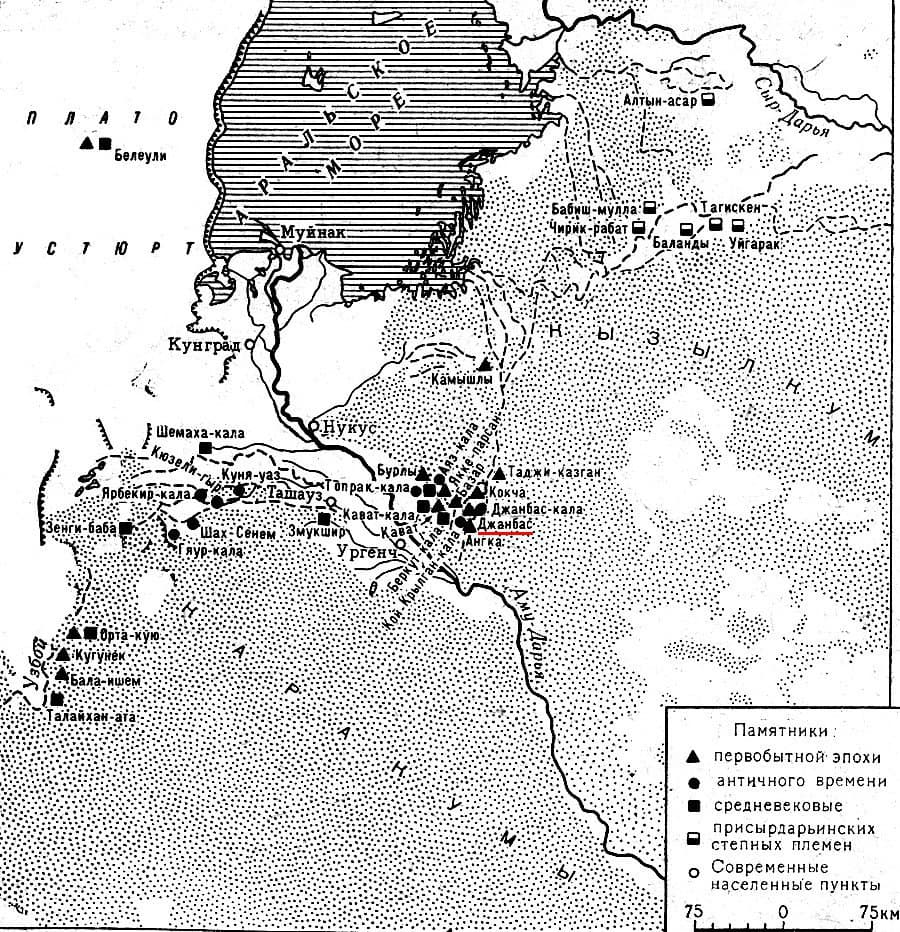
Карта исторических городов Хорезма

Диярбекир (туркм. Diýärbekir) — исчезнувший город Туркменистана античного и средневекового периодов, развалины которого находятся в Дашогузском велаяте. В прошлом был частью Хорезма. Археологи определили, что город возник, вероятнее всего в IV—III вв. до н. э., затем, в течение длительного времени город пребывал в запустении. Средневековый этап жизни относится к периоду существования Государства хорезмшахов (XI—XIII вв) и золотордынскому времени (XIV в.). Считается, что к XV веку население навсегда покинуло это место.

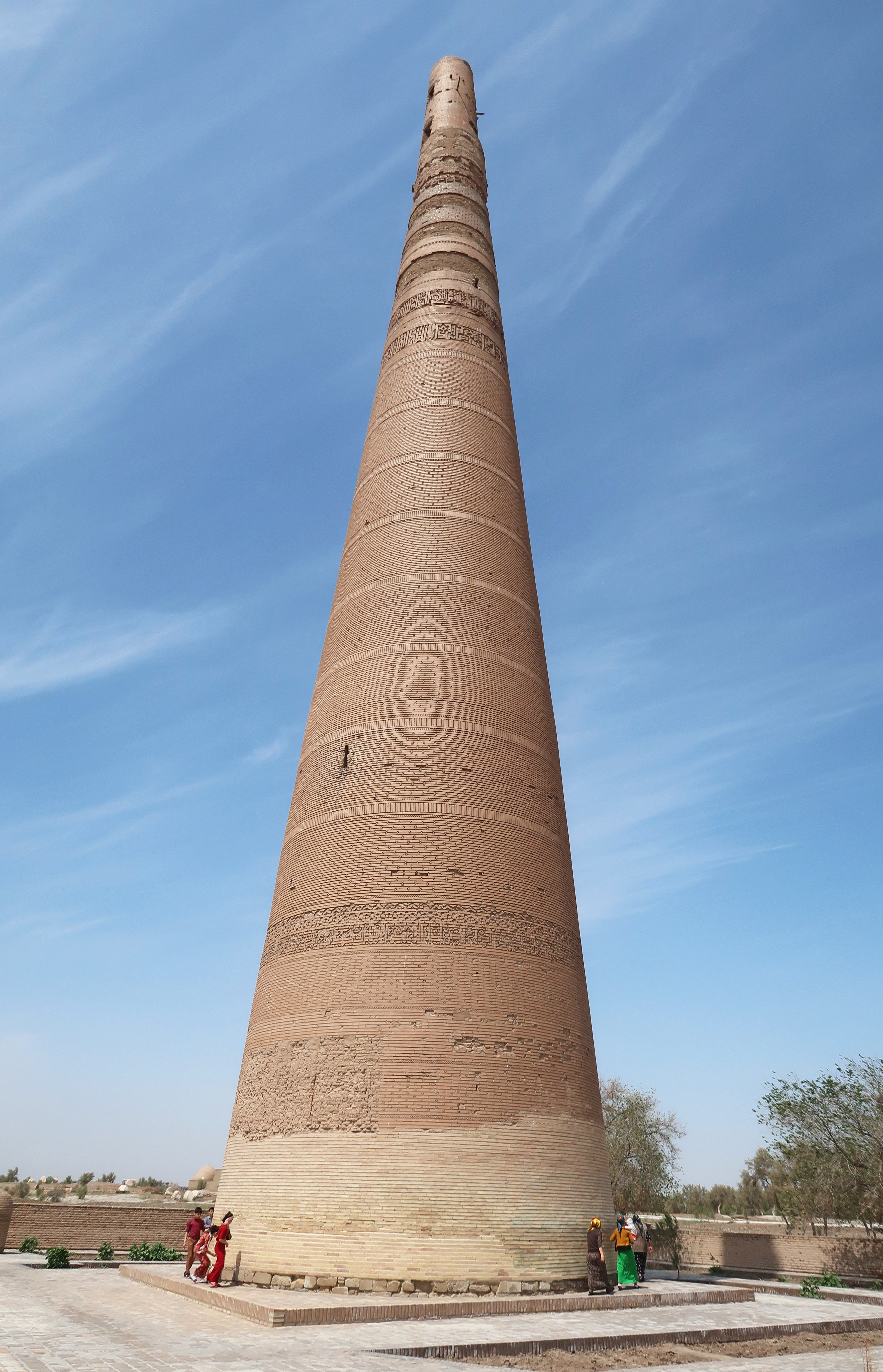
Минарет Кутлуг-Тимура, г.Кёнеургенч, Туркменистан

Замахша́р (туркм. Yzmykşir) — исчезнувший античный и средневековый город Туркменистана, городище которого располагается на территории Гёроглынского этрапа Дашогузского велаята. В прошлом был частью Хорезма. Замахшар существовал ещё в III веке до н. э. В первые века нашей эры он стал одним из крупнейших населённых пунктов этого региона. Период наивысшего расцвета Замахшара пришёлся на IX—X века.
Зенги-баба (туркм. Zeňňi baba) - хорезмская крепость, расположенная в Дашогузском велаяте Туркменистана. Зенги-Баба является наиболее ранним из средневековых памятников, обнаруженных в районе Сарыкамышского озера. Крепость представляет собой мощное сооружение, прямоугольное в плане и сложенное из известняковых плит размером 35 м на 40 м. При исследовании крепости, ученые пришли к выводу, что она строилась в XII или начале XIII вв.
Калалыгыр (туркм. Galalygyr) — исчезнувший античный город на территории Туркменистана, который был второй столицей древнего Хорезма в V—IV вв. до н. э. Городища Калалыгыр 1 и Калалыгыр 2 находятся в 40—50 километрах юго-западнее г. Дашогуз. Согласно исследованиям Хорезмской экспедиции, крепость Калалыгыр 1, площадью почти 70 гектаров, является крупнейшим по размерам городищем  Хорезма, а совершенство архитектуры дворца Калалыгыр 1 придала первоначальный импульс развитому хорезмийскому зодчеству.
Канга-кала (туркм. Ganga gala) — город Туркменистана античного периода, располагавшийся в одном из древних протоков Присарыкамышской дельты Амударьи в Дашогузском велаяте страны. Был частью древнего Хорезма. Исследования погребений показали, что антропологический тип населения, проживавший в IV веке как в Канга-кала, а также в другой хорезмской крепости Туркменистана Куня-Уаз, соответствует типу современных туркмен:
«…Тип кангакалийцев больше всего напоминает современных туркменов. Тот же антропологический тип, сопровождаемый тем же погребальным обрядом, зарегистрирован также в синхронном городище Куня-Уаз».
Капарас (туркм. Kapras) — исчезнувший город Туркменистана, развалины которого располагаются на территории Лебапского велаята. В период античности был частью Хорезма. Самое ранне укрепленное поселение на Капарасе датируется IV-II вв. до н.э. Сохранившиеся развалины относятся к Кушанскому периоду, когда крепость была перестроена и отремонтирована. На крепости обнаружены незначительные следы обживания в период раннего средневековья и позднее.
Куня-Уаз (туркм. Könewas) — древний город Туркменистана, располагавшийся на территории Дашогузского велаята страны, в 40 км западнее г. Дашогуз. В древности был частью Хорезма. Крепость была построена в IV—III вв. до н. э. и дожила до позднекушанского времени (II—III вв. н. э.), имела мощные стены высотой до 10 м, прорезанные бойницами.

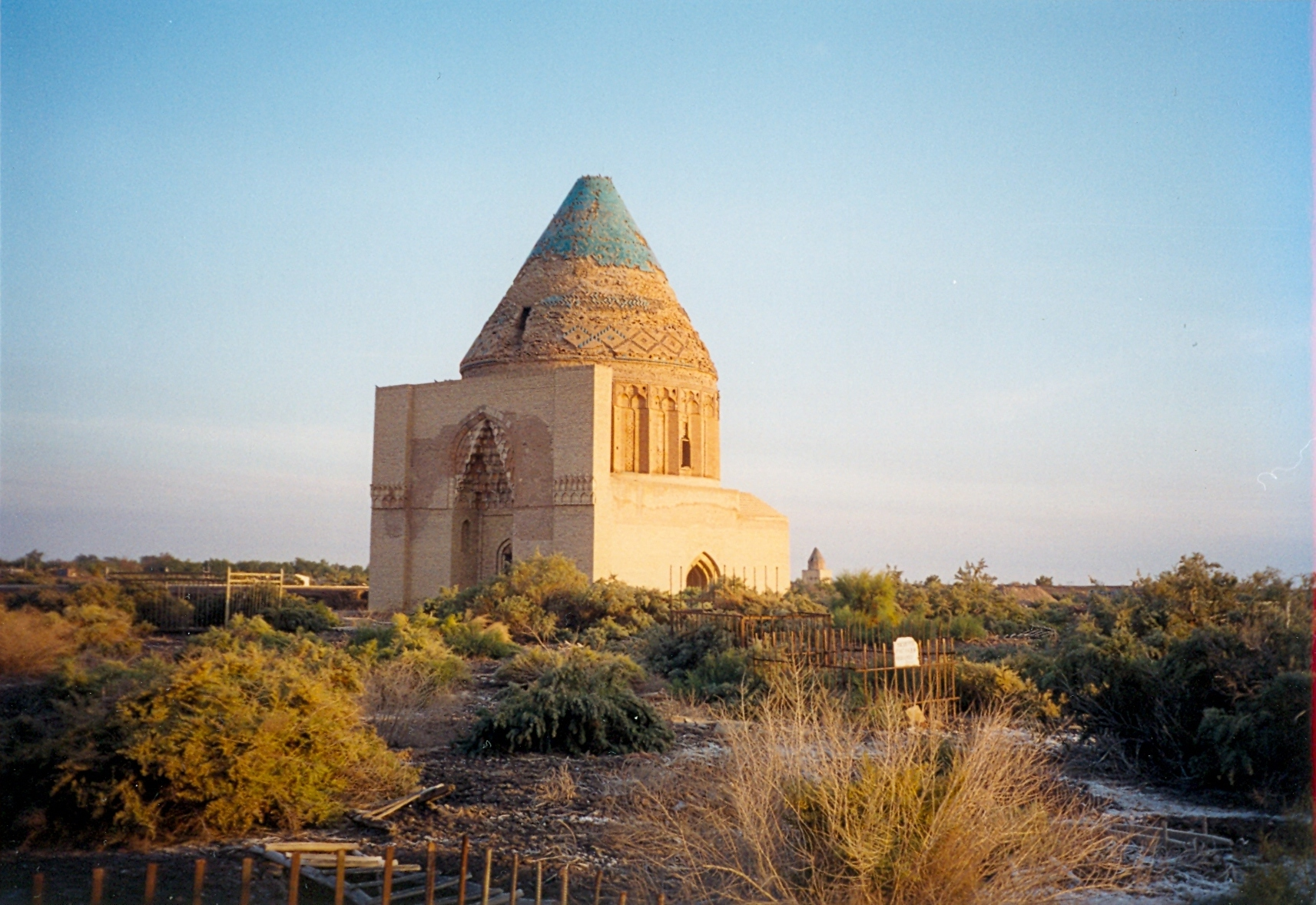
Мавзолей Хорезмшаха Текеша, Кёнеургенч, Туркменистан

Кёнеурге́нч (туркм. Köneürgenç) — город, административный центр Кёнеургенчского этрапа Дашогузского велаята Туркменистана. Один из древнейших городов Туркменистана, с XI по XIII век был столицей крупной средневековой империи — Государства Хорезмшахов, а также центром Хорезма вплоть до XVI века. До монгольского завоевания Хорезма в XIII в. носил название Гургандж и являлся одним из крупнейших и богатейших городов Востока. Здесь также располагался крупный региональный научный центр - Академия хорезмшаха Мамуна.
Куюсай-кала (туркм. Guýisaý gala) - древний хорезмский город  Туркменистана, раполагавашийся на территории Дашогузского велаята и существовавший с II в. до н.э. по II в. н.э.
Кыз-кала (туркм. Gyz gala) — средневековый город (крепость) Туркменистана, развалины которого расположены в Лебапском велаяте страны, в 120 км ниже по течению Амударьи от г. Туркменабат. Был частью средневекового Хорезма. Возведение крепости связано с расширением Государства Хорезмшахов в Маверраннахр и относится ко второй половине XII — началу XIII в. 
Кюзелигыр (туркм. Küýzeligyr) — исчезнувший древний город Туркменистана и самая первая столица древнего Хорезма (VI—V вв. до н. э.). Городище Кюзелигыра, находящееся на территории древней Присарыкамышской дельты Амударьи в Акдепинском этрапе Дашогузского велаята, является наиболее крупным памятником архаического периода истории Хорезма (площадь 25 гектар, общая протяжённость крепостных стен около 3 км). Согласно Ю.Рапопорту, Кюзелигыр есть древний город Хорасмия, упоминаемый в труде Г.Милетского «Землеописание», при этом гончарный квартал Кюзелигыра был самым ранним на всей территории древнего Хорезма.
Мангыр-кала (туркм. Mangyr Gala) - древний хорезмский город Туркменистана, раполагавашийся на территории Дашогузского велаята и существовавший с IV в. по I в. до н.э.
Садвар (туркм. Sadwar) —  исчезнувший город Туркменистана эпохи античности и средневековья, развалины которого находятся на территории Дарганатинского этрапа Лебапского велаята страны. Начало обживания площади Садвара относится к IV—III вв. до н. э., город существовал как в афригидскую, так и в кушанскую эпохи. Обнаружены застройки IX—XII вв., этим же периодом датируется керамика. Был торгово-ремесленным центром на одном из главных караванных путей Хорезма.
Шахерлик (туркм. Şäherlik) - средневековый город Туркменистана, крупный торгово-ремесленный и экономический центр Хорезма золотоордынского времени. Городище Шахерлик находится в Присарыкамышской дельте Амударьи в бассейне Даудана - одного из древних левых протоков реки примерно в 90 км к юго-западу от г. Кёнеургенч Дашогузского велаята Туркменистана.
Шахсенем (туркм. Şasenem) — древний и средневековый хорезмский город Туркменистана,  городище которого расположено в Дашогузском велаяте страны, в 90 километров к юго-западу от Кёнеургенча. Поэтическое название, связанное с туркменским эпосом, город получил в более позднее время. Название города в период последнего рассвета — в XI — начале XIII веках — был Субурны (туркм. Suw burny), что в переводе с туркменского языка означает «край воды».
Шемаха-кала (туркм. Şemaha gala) - исчезнувший крупный средневековый город Туркменистана, торгово-ремесленный центр Хорезма и его крайний западный форпост в XIII-XVII вв. Развалины города расположены в юго-восточной части плато Устюрт, примерно в 50 км на запад от г. Кёнеургенч на берегу Дарьялыка, древнего протока Амударьи . В центре Шемаха-калы сохранились Соборная мечеть с двором, окруженным несколькими рядами колонн, а также другая огромная мечеть за городом. Также хорошо видны остатки средневековых ремесленных кварталов города, такие как квартал гончаров, квартал плавильщиков железа и кузнецов.
Другие исторические города Хорезма на территории Туркменистана включают в себя:                     Бедиркент - Булдумсаз - Бутентаукала - Дашкала - Дауданкала - Ербурункала - Ишраткала - Кандымкала -  Кунерли - Курганкала - Кызылжакала - Огланлыкала - Топраккала - Ширванкала - Ширимбайкала.